# Caterpillar 797F
Caterpillar 797F este un model de autobasculantă de carieră de clasa ultra, pe ramă rigidă, biaxială, diesel/AC electrică powertrain proiectată și produsă în Statele Unite de către Caterpillar Inc..
797F este a treia generație curentă a seriei Caterpillar 797, iar până în 2013 a fost autobasculanta de cea mai mare capacitate din lume.
Caterpillar a prezentat modelul 797F la expoziția MINExpo International în septembrie 2008. Modelul 797F vine echipat cu o versiune nouă modernizată și mai puternică a motorului Cat C175-20 și sporește capaciteatea de încărcare până la 363 de tone

## Caracteristicile seriei Caterpillar 797
|                                   | 797                         | 797B                              | 797F                              |
| --------------------------------- | --------------------------- | --------------------------------- | --------------------------------- |
| Inițiere producere                | 1999                        | 2002                              | 2008                              |
| Capacitatea nominală de încărcare | 327 t                       | 345 t                             | 363 t                             |
| Greutatea maximă, totală          | 557,9 t                     | 623,7 t                           | 623,7 t                           |
| Putere motor                      | 3211 CP (2394 kW) net       | 3370 CP (2513 kW) net (SAE J1349) | 3793 CP (2828 kW) net (SAE J1349) |
| Model motor                       | 3524B High Displacement EUI | Cat 3524B High Displacement EUI   | Cat C175-20 ACERT                 |
| Tip motor                         | V-12 x 2                    | V-12 x 2                          | V-20                              |
| Viteza maximă (încărcat)          | 64 km/h                     | 68 km/h                           | 68 km/h                           |
| Înălțime (gol)                    | 7,21 m                      | 7,59 m                            | 7,44 m                            |
| Înălțime (borduri crescute)       | 15,01 m                     | 15,29 m                           | 15,70 m                           |
| Lungime                           | 14,50 m                     | 14,45 m                           | 15,09 m                           |
| Lățime                            | 9,14 m                      | 9,75 m                            | 9,53 m                            |
| Cacipate rezervor                 | 3785 l                      | 6814 l                            | 7571 l                            |

## Cost
Costurile variază în dependență de caracteristicile individuale cerute comandate de client,  însă prețul unui model din seria 797F e de aproximativ 5.000.000 $USD.